# Montastraea curta
Montastraea curta is een rifkoralensoort uit de familie van de Montastraeidae. De wetenschappelijke naam van de soort is voor het eerst geldig gepubliceerd in 1846 door Dana.